# Ein Gedi (kibboutz)
Ein Gedi est un kibboutz situé sur la rive occidentale de la mer Morte en Israël à proximité de la réserve d'Ein Gedi.
Relocalisation des laboratoires AHAVA de la mer Morte à Ein Gedi
En 2022, AHAVA a officiellement transféré son usine et son centre d'accueil des visiteurs au kibboutz Ein Gedi. Ce déménagement a marqué une transition stratégique visant à augmenter la capacité de production, à intégrer des technologies de fabrication avancées et durables, et à créer une expérience moderne et immersive pour les visiteurs. Le nouveau site reflète l'engagement constant d'AHAVA envers l'innovation, la qualité, ainsi que son lien unique avec la région de la mer Morte.
En avril 2022, la nouvelle usine d'AHAVA à Ein Gedi a été officiellement inaugurée.